# Kirsten van Dissel
Kirsten van Dissel, née le 12 mai 1971 à Hoofddorp, est une actrice et présentatrice néerlandaise.

## Filmographie

### Cinéma
- 1992 : Niemand de deur uit (nl) : La prostitué Connie
- 1994 : Een Schreeuw om Hulp : La sœur de Matthijs
- 2000 : Klem : La comptable du service social
- 2001 : Wilhelmina : Mien
- 2002 : Polonaise : Marjo

### Téléfilms
- 1995 : Linda, Linda (nl) : Ellies van Vooren
- 1999-2006 : Baantjer : Deux rôles (Iris de Graaff et Eva Waterman)
- 1998 : Combat : Eva Hendrikx-Bouwhuis
- 2001 : Sam Sam : Maaike
- 2001 : Luifel & Luifel (nl) : Karin Borgsteen
- 2001 : Dok 12 - Annemieke
- 2003 : Ter Plaatse (nl): La reporter

## Animation
- 2001-2002 : Werkwijzer : Présentatrice
- 2003 : Verkeersjournaal : Présentatrice